# Atomradie
Atomradien är ett mått på storleken av atomer. Atomradien mäts på atomer i jämvikt och enheten är pikometer (pm) eller ångström (Å). För fria atomer är begreppet något vagt. Man kan beräkna atomradier med olika kvantmekaniska metoder.
I många grundämnen tar man som atomradie hälften av avståndet mellan atomerna.